# Jaume Homar Rosselló "Roses"
Jaume Homar Rosselló "de na Rosa", més conegut per "en Roses" (Alaró, 2 de setembre de 1800 - 31 de desembre de 1868). Glosador mallorquí.

## Biografia
En Roses va néixer a Alaró, en el si d'una família treballadora, tots els membres de la qual exercien l'ofici de marger. Son pare era en Jaume Homar Verd "Bitxos" i sa mare fou na Jerònia Rosselló Rotger. Va exercir l'ofici de jornaler i de marger. No sabia lletra, cosa que es fa evident quan en el seu testament un testimoni l'ha de signar per ell. En canvi posseïa una innata capacitat de versificar de manera improvisada, basada en una forta intuïció i un domini exhaustiu de la parla catalana viva entre tots els estrats socials del poble de Mallorca. Es va casar amb Francinaina Brunet Ferrer el 26 de novembre de 1826 i varen tenir cinc fills. Va morir a Alaró el 31 de desembre de 1868.

## Combats i glosats

### L'enfrontament d'en Roses amb en Jordi "Catiu" d'Inca
Alaró era un poble olier i molts d'alaroners traginaven oli en carros des de les possessions cap a sa Quartera d'Inca el dijous, el dia de mercat. Allà, invariablement, es trobaven amb en Jordi "Catiu", un pagès inquer que venia blat a sa Quartera i era considerat el millor glosador de la contrada, el qual en veure els alaroners ja era partit a fer-los gloses per a ridiculitzar-los. Els oliers reclamaren l'ajut d'en Roses. L'escomesa entre els dos glosadors encara és recordada per la tradició oral.
| «             | Per Inca tothom braveja de l'amo en Jordi Catiu, i per Alaró tothom diu que homo més despert i viu com en Roses no es passeja, i a mi qui em malmaneja s'ha de posar sa correja trempada en es darrer piu. | » |
| — Jaume Homar | |   |

| «             | A Alaró tots sou morquers, lladres i contrabandistes. i no em faces girar ses llistes que encara te'n diré més. | » |
| — Jordi Catiu | |   |

| «             | És veritat que a Alaró saben tallar i canar. Més de cent sastres hi ha, un bo i s'altre millor, i per a tallar un gipó a qualque inquero si hi va, d'ajustat que li està, sols no arriba a esquinçar-lo. | » |
| — Jaume Homar | |   |

### El combat amb Jordi Catiu a s'Estorell
En aquesta possessió del Clot d'Almadrà, prop de Lloseta, hi comparegueren en Roses i en Catiu, acompanyats d'una gernació dels dos pobles amb els batles respectius. Sembla que el combat va ser molt llarg. Segons algunes fonts va durar tres dies i segons altres dos dies. Tan sols se n'han conservat gloses disperses.
| «             | Jo som vengut d'Alaró contra marea i vent. Catiu si faig de valent aquí, a davant sa gent, és que me sent glosador. | » |
| — Jaume Homar | |   |

### Les poesies en mallorquí sobre la creació del món, el pecat d'Adam, les misèries d'aquesta vida i el judici final, compostes per un pagès de la vila d'Alaró
Va ser un home molt religiós. De fet la seva única obra publicada és "Poesies en mallorquí sobre la creació del món, el pecat d'Adam, les misèries d'aquesta vida i el judici final, compostes per un pagès de la vila d'Alaró", publicada el 1821. D'aquesta obreta de 16 planes i 30 estrofes hi ha sis edicions documentades: 1821, 1838, 1841, 1844, 1845 i 1857. L'abundància d'edicions és indicativa de l'èxit popular d'aquesta composició. En el revers de la primera plana hi ha estampat un gravat que representa déu amb Adam i Eva en el paradís. Les poesies acaben amb aquests versos:
| «             | Aquests versos ha dictat (segons et pots informar) un qui es diu: en Jaume Omar de na Rosa, tot plegat: si vols sebre on és nat, en la vila d'Alaró, i pren tu pués lo millor, i deixa lo que està errat. | » |
| — Jaume Homar | |   |

### La mort d'en Roses
Els anys passaren i tant en Roses com en Catiu, amics i rivals, envelliren. En Roses va ser el primer que es va retre i s'hagué de jeure. Una dona que el va anar a veure li digué; "Sen Jaume, si ara poguéssiu deixar sa vostra memòria a un altre es dia que morísseu, seria meravellós". En Roses li contestà:
| «             | Si vols mon enteniment es dia que moriré, passa per cas taverner, que fa estona que l'hi tenc. | » |
| — Jaume Homar |                                                                                                |   |

En Roses volia acomiadar-se d'en Jordi Catiu i quan aquest l'anà a veure l'escometé:
| «             | Jordi Catiu, jo me'n vaig a un altre lloc millor, perquè em pens que un glosador allà hi té millor despatx | » |
| — Jaume Homar | |   |

| «             | Jaume Roses si te'n vas a un altre lloc millor, pensa en Déu Nostro Senyor que és llarg es camí que fas. | » |
| — Jordi Catiu | |   |

Quan veien que s'acostava l'hora li demanaren si volia rebre els sagraments. Ell, que coneixia el significat dels moviments dels estels, va contestar que li diguessin on es trobava cert estel. Quan li ho digueren, respongué: "Idò encara és un poc prest". Passaren dues hores i li tornaren demanar si volia rebre els sagraments i ell es tornà interessar pel moviment de cert estel. Quan li ho digueren, amb veu debilitada digué:
| «             | Ja he acabades ses gloses i ses ganes de glosar, que vengui un capellà prest, i me digui coses. | » |
| — Jaume Homar |                                                                                                 |   |